# Pjegavi daždevnjak
Pjegavi daždevnjak, poznat i kao šareni daždevnjak (Salamandra salamandra) je vodozemac iz roda daždevnjaka. Duguljasta je tijela, s četiri kratke noge podjednake dužine i dugačkim repom. Većina primjeraka kraća od 20 cm, ali može doseći dužinu od 25 cm. Krupne je i robusne građe.
Tijelo mu je u različitom stupnju prekriveno žutim točkama ili crtama. Neki primjerci mogu biti gotovo sasvim crni, dok kod drugih može prevladavati žuta boja. Ponekad se mogu naći i nijanse crvenog i narančastog. Vlažna koža omogućuje mu život u staništima blizu vode ili pod zaštitom na vlažnom tlu, najčešće u šumama. 
Žive u vlažnim kopnenim mjestima, ali se razmnožava u vodi. Stoga i više vole sjenovita i hladna staništa, posebno zaštićeni obronci prekrivreni listopadnom ili miješanom šumom, s vodotocima. Najaktivniji su na površini tijekom vlažnih, blagih noći. Najčešće ih se može naći na visinama ispod 800 m/nm. Provode mnogo vremena u zaštićenim skrovištima.

## Razmnožavanje
Pare se na kopnu. Pri parenju mužjak ispušta paketić sperme (spermatofor) na tlo, te namješta na njega kloakalno područje ženke. Oplodnja im je unutarnja. Ženka nosi jaja 6 do 8 mjeseci, a u vodu ispušta 30 – 70 već razvijenih ličinki. Ličinke imaju vanjske škrge i četiri noge. Duge su 20 do 90 mm. Radi razmnožavanja potrebni su im mali, čisti, hladni potoci, iako u nedostatku boljeg staništa može položiti ličinke i u stajaćice. Mlade jedinke postaju sposobne za parenje nakon 2 – 10 godine.
Obično ih se teže može ugledati, jer traže skloništa ispod kamenja, drveta ili drugih predmeta. Aktivni su pretežito uvečer ili noću, no za kišovita vremena može ih se vidjeti i danju. 
Pjegavi daždevnjak može imati vrlo dug životni vijek. U prirodi mogu doživjeti 20 godina, a u zatočeništvu oko 50, pa su nađeni primjerci stari i više od pedeset godina.

## Prehrana
Prehrana im se sastoji od različitih beskralješnjaka šumskog tla - gujavica, puževa, kukaca, paukova i glista, no mogu jesti i mlade žabe. Ličinke se hrane sitnim vodenim beskralješnjacima (račići, kolutićavci i ličinke kukaca).

## Zaštita od predatora
Odrasli daždevnjaci imaju otrovne žlijezde u vidu parotidnih žlijezda i četiri reda otrovnih žlijezda duž tijela s kojim upravljaju. Otrov salamandrin iritira usta i oči napadača te ih većina životinja izbjegava. Tome pripomaže i upozoravajuća obojenost daždevnjaka. Ličinke nisu otrovne, pa služe kao hrana ribama, gmazovima (barska kornjača, bjelouška), pticama, manjim sisavcima, pijavicama te vodenim kukcima i ličinkama kukaca.
Samandarin je jaki steroidni alkaloidni otrov, ako se unese u organizam. Uzrokuje: grčenja, hiperventilaciju te paralizu dišnog sustava.

## Zakonska zaštita
Pjegavi daždevnjak je zaštićen sljedećim međunarodnim propisima:
- Bernska konvencija - Appendix III; strogo zaštićena vrsta

U Hrvatskoj, štiti ga Pravilnik o proglašavanju divljih svojti zaštićenim i strogo zaštićenim (NN 07/06), gdje je pod imenom "šareni daždevnjak" naznačen kao "zaštićena zavičajna svojta".
Procjena rizika od izumiranja svojte prema IUCN kriterijima - Crveni popis: Globalno – Smanjeni rizik (lc).